# Міссурі-Веллі (Айова)
Міссурі-Веллі (англ. Missouri Valley) — місто (англ. city) в США, в окрузі Гаррісон штату Айова. Населення — 2678 осіб (2020).

## Географія
Міссурі-Веллі розташоване за координатами 41°33′28″ пн. ш. 95°54′9″ зх. д. / 41.55778° пн. ш. 95.90250° зх. д. (41.557823, -95.902426).  За даними Бюро перепису населення США в 2010 році місто мало площу 8,10 км², уся площа — суходіл.

## Демографія
Згідно з переписом 2010 року, у місті мешкало 2838 осіб у 1160 домогосподарствах у складі 707 родин. Густота населення становила 350 осіб/км².  Було 1291 помешкання (159/км²).
Расовий склад населення:
| - 97,6 % — білих - 0,3 % — корінних американців - 0,3 % — чорних або афроамериканців - 0,1 % — азіатів |

До двох чи більше рас належало 1,2 %. Частка іспаномовних становила 2,1 % від усіх жителів.
За віковим діапазоном населення розподілялося таким чином: 24,4 % — особи молодші 18 років, 56,6 % — особи у віці 18—64 років, 19,0 % — особи у віці 65 років та старші. Медіана віку мешканця становила 39,7 року. На 100 осіб жіночої статі у місті припадало 91,1 чоловіків;  на 100 жінок у віці від 18 років та старших — 86,0 чоловіків також старших 18 років.
Середній дохід на одне домашнє господарство  становив 50 654 долари США (медіана — 44 150), а середній дохід на одну сім'ю — 62 932 долари (медіана — 57 072). Медіана доходів становила 41 757 доларів для чоловіків та 30 445 доларів для жінок. За межею бідності перебувало 11,1 % осіб, у тому числі 19,2 % дітей у віці до 18 років та 10,6 % осіб у віці 65 років та старших.
Цивільне працевлаштоване населення становило 1406 осіб. Основні галузі зайнятості: освіта, охорона здоров'я та соціальна допомога — 21,4 %, роздрібна торгівля — 15,8 %, мистецтво, розваги та відпочинок — 13,2 %.